# Laura Chimaras
Laura Ariana Chimara Martí là một nữ diễn viên người Venezuela, con gái của nam diễn viên Yanis Chimara. Cô bắt đầu diễn xuất khi cô tám tuổi, và chỉ mới mười bảy tuổi, cô đã đảm nhận vai trò chính của bộ phim truyền hình RCTV do Libres como el Kheo sản xuất. Cô đã diễn trong mười một tiểu thuyết, ba bộ phim và hơn mười tác phẩm sân khấu. Năm 2016, cô bắt đầu làm việc trong loạt phim truyền hình tiếp theo của Telemundo. Cô ấy hiện đang viết cuốn sách đầu tiên của mình.

## Vai trò truyền hình
| Năm       | Tựa đề                       | Vai trò                   | Ghi chú |
| --------- | ---------------------------- | ------------------------- | ------- |
| 2006      | Túkiti, crecí de una         | Rau dền                   | 109 tập |
| 2007      | Toda una dama                | Ashley Rincón             |         |
| 2008      | Nadie tôi dirá como quererte | Ana Teresa Galindo        |         |
| 2009      | Libres como el viento        | Fabiola Azcárate          |         |
| 2011      | El árbol de Gabriel          | Julieta Fernández Iturria |         |
| 2014      | La virgen de la calle        | Gala                      |         |
| 2017      | La Fan                       | Renata Izaguirre          | 7 tập   |
| 2017-2018 | Sangre de mi tierra          | Serena Zambrano           | 57 tập  |
| 2018      | Mi familia perfecta          | Rosa Guerrero             |         |